# Atlas Maior

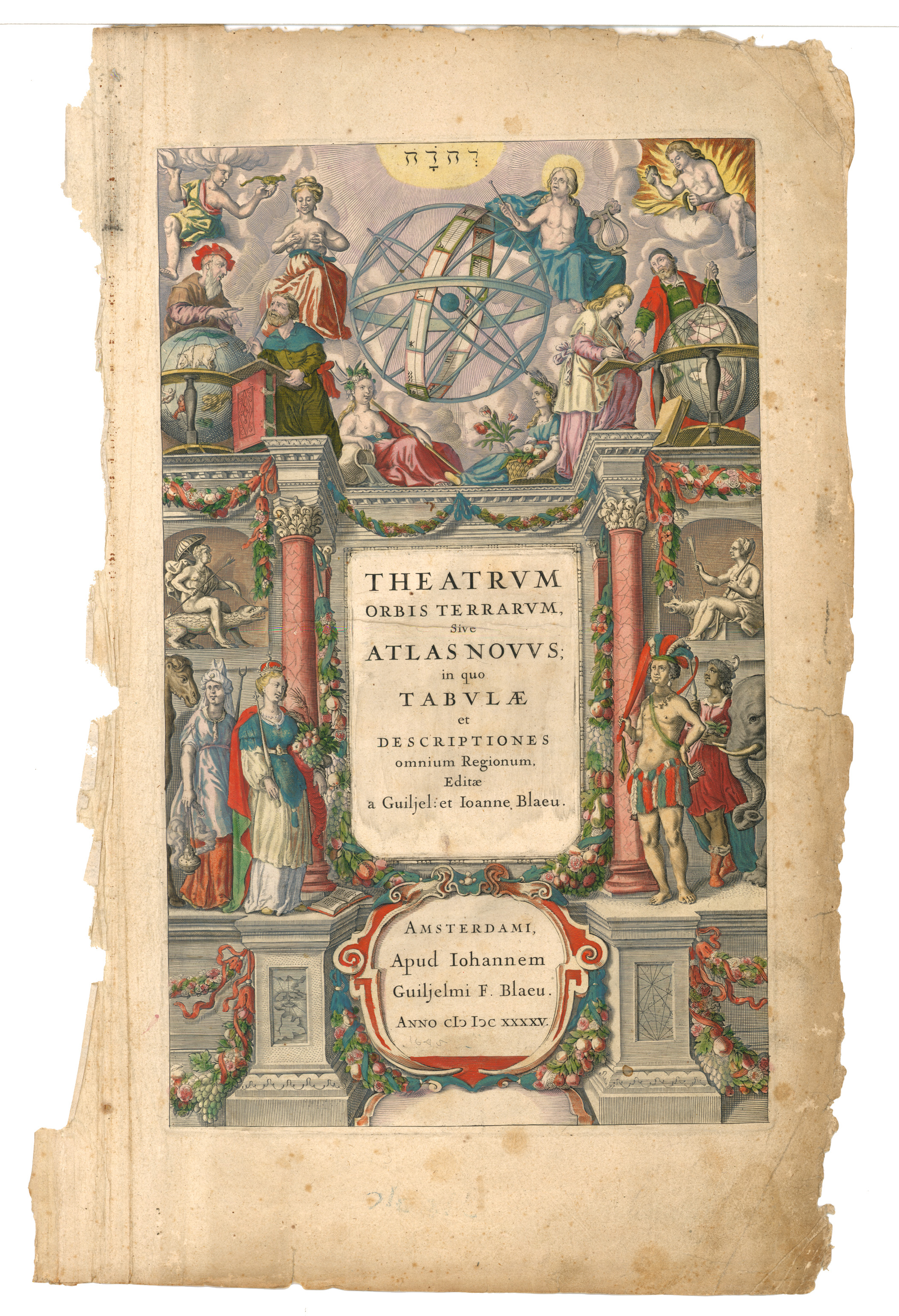
Titelblatt, 1645

Der Atlas Blaeu, später Atlas Maior genannt (lat., „Großer Atlas“), wurde von Willem Janszoon Blaeu herausgegeben, jedoch von seinem Sohn, dem Amsterdamer Verleger Joan Blaeu, 1662 bis 1665 zusammengestellt. Er ist einer der wichtigsten Atlanten des 17. Jahrhunderts. Der Atlas Maior war das teuerste und umfangreichste Buch, das im 17. Jahrhundert veröffentlicht wurde. Er blieb über 100 Jahre der verbindliche Weltatlas.
Angelehnt an den Titel Theatrum orbis terrarum des Atlas von Abraham Ortelius (Erstausgabe 1570), erschien dieser „neue Atlas“ 1635 unter dem Titel Theatrum orbis terrarum, sive, Atlas novus als lateinische Ausgabe in zwei Bänden. Weitere zweibändige Ausgaben erschienen auf Deutsch, Niederländisch und Französisch. 1645 erschien das Werk in vier Bänden.

## Beschreibung
Mit jeder Ausgabe wurden immer mehr neue Karten und immer umfangreichere Beschreibungen in den Atlas aufgenommen. Wie in der Kartografie des 16. und 17. Jahrhunderts üblich, wurden in mehrbändige Atlanten auch Karten aus privaten Atlanten anderer Autoren integriert, sie wurden aus älteren Druckwerken entnommen (teilweise wurden dazu die alten Originalkupferplatten verwendet) oder von vorhandenen Karten abkopiert, auch wurde in den verschiedenen Regionen um Kartenmaterial nachgefragt. So wurde in die Ausgabe von 1654 eine Reihe von Karten von Schottland aufgenommen, die vom schottischen Kartographen Timothy Pont stammten, und 1655 wurde von Joan Blaeu der Novus Atlas Sinensis des Jesuiten Martino Martini als separater Einzelband ohne weitere Bearbeitung in seinen Atlas Maior aufgenommen. 
1662 umfasste der Atlas bereits elf Bände sowie einen Seeatlas und war ab diesem Zeitpunkt auch als Atlas Maior bekannt. Er umfasste 594 Karten, welche die damals bekannte Welt der frühen Neuzeit zeigten, mit allen zu jener Zeit bekannten Ländern, Landkarten und astronomischen Beobachtungen.
Je nachdem, in welcher Sprache der Atlas herausgegeben wurde, umfasste er neun bis elf Bände. Er wurde in Schwarz-Weiß gedruckt, und die einzelnen Blätter wurden ungebunden verkauft. Je nach Wunsch des Kunden wurde dieser zu seiner Zeit äußerst teure Atlas vollendet, die Blätter nach Kundenwunsch mit unterschiedlichem Aufwand handkoloriert und gebunden, teilweise in Pergamenteinband und mit Goldverzierung. Auf Wunsch wurde auch ein passender Bücherschrank dazu geliefert. Dieses sehr teure kartographische Meisterwerk des Barock konnten sich nur sehr wohlhabende Menschen leisten. Es wurde auch als Staatsgeschenk bestellt.
Obwohl Joan Blaeu, zu seiner Zeit einer der führenden niederländischen Kartografen und Verleger, der offizielle Kartograf der Niederländischen Ostindien-Kompanie war, wie auch sein Vater Willem Blaeu, durfte er nicht deren geheimes Kartenmaterial und Wissen für seinen Atlas verwenden. So war er gezwungen, den Atlas aus allen damals zur Verfügung stehenden zugänglichen Karten und Berichten zu kompilieren. Dabei unterzog er diese einer gründlichen Quellenkritik. Neben dem eigentlichen Kartenwerk umfasst der Atlas auch insgesamt 3000 Seiten mit lateinischem Text zur landeskundlichen Beschreibung der einzelnen Länder. Wegen der wiederholten Verwendung der Lettern wurden die Seiten für jede Neuauflage neu gesetzt.  
Jede Karte war mit einer reich verzierten Kartusche und mit detailliert dargestellten allegorischen Figuren gezeichnet. Die meisten Karten sind eingenordet, jedoch nicht alle, was für die damalige Zeit nicht ungewöhnlich war. Auch wird nicht angegeben, ob die jeweilige Karte eingenordet ist oder nicht. Die Darstellung des Inneren der Kontinente und die gesamte Küstenlinie der beiden Erdpole sind der ausmalenden Phantasie entsprungen und vermischen Mythos und Wirklichkeit, da zu jener Zeit diese Informationen in Europa nicht vorlagen.
Der Atlas Maior ist heute eine sehr gesuchte und wertvolle antiquarische Rarität. Jedes einzelne der 129 erhalten gebliebenen Exemplare seiner lateinischen Ausgabe ist heute sehr wahrscheinlich bekannt, da er schon zur Zeit seiner Anfertigung in äußerst geringer Auflage hergestellt wurde. Diese Exemplare gingen hauptsächlich als wertvolle Staatsgeschenke (nach heutigem Preis ca. 20.000 Euro) an gekrönte Häupter und befinden sich heute überwiegend im Besitz von Staatsbibliotheken. So hat beispielsweise die Österreichische Nationalbibliothek allein acht komplette Ausgaben. In Russland befindet sich lediglich ein Exemplar in französischer Sprache: “Le Grand Atlas, ou Cosmographie Blaviane, en laquelle est exactement descritte la terre, la mer, et le ciel” (von 1667).

## Nachdrucke
Im Jahr 2004 veröffentlichte der Taschen-Verlag einen Nachdruck des Atlas Maior. 2006 folgten detailliertere Einzelbände.
Der russische Verlag Alfaret in St. Petersburg hat 2008 gemeinsam mit der Russischen Nationalbibliothek eine Faksimile-Ausgabe aller 12 Bände des Atlas Maior im Originalformat herausgebracht (Titel: „Большой атласа, или Космографии Блауа“). Als Vorlage diente das einzige in Russland verbliebenen Originalexemplar des Atlas Maior aus dem Jahr 1667. Die Auflage betrug lediglich 25 nummerierte Bände, so dass der Atlas für Forschungszwecke leichter zugänglich ist und nicht nur in der Sicherheitsabteilung der Bibliothek einsehbar ist.
In den Niederlanden wurden vom Verlag „Hes & De Graaf Publishers BV“ acht Faksimile-Bände des 46-bändigen Atlas Blaeu-Van der Hem, eine erweiterte Version des Atlas Maior, herausgegeben. Das Original, das als Vorlage diente, wurde 1730 von Prinz Eugen von Savoyen nach Wien gebracht, wo es sich noch heute befindet. Laurens van der Hem (1621–1678) hatte diesen Sammelatlas mit 2400 Tafeln von 1662 bis 1678 zusammengestellt.

## Bände
Die Ausgabe von 1663 umfasste:
- 1. Band: 60 Karten und zusätzliche Beschreibungen von Europa, Skandinavien und der Arktis sowie Pläne mit astronomischen Beobachtungen, eine Weltkarte, 8 Diagramme und die Abbildung eines Walrosses.
- 2. Band: 40 Karten von Nord- und Osteuropa (einschließlich eine Karte von Moskau und eines Planes des Moskauer Kremls)
- 3. Band: 96 (97 ?) Karten von Deutschland (Germania)
- 4. Band: 63 Karten von den Spanischen und den nördlichen Niederlanden (Belgica Regia (= buchst. Niederlanden des Königs von Spanien) et Belgica Foederata = Republik der Sieben Vereinigten Provinzen)
- 5. Band: 58 Karten von England und Wales (Anglia). Der Beschreibungstext dazu enthält drei Abbildungen von Sehenswürdigkeiten (unter anderem Stonehenge) sowie über 100 Kupferstiche, auf denen hauptsächlich antike Münzen abgebildet sind.
- 6. Band: 55 Karten von Irland und Schottland (Hibernia et Scotia)
- 7. Band: 37 Karten von Frankreich (Gallia)
- 8. Band: 36 Karten von Frankreich und der Schweiz (7 Karten; Helvetia) (nach anderen Angaben: insgesamt 64 Karten von Frankreich)
- 9. Band: 60 Karten von Italien (Italia)
- 10. Band: 41 Karten, Pläne und Ansichten von Spanien, Portugal und Afrika
- 11. Band: 28 Karten von Asien und Japan
- 12. Band: 23 Karten von Amerika (America)

Nach anderen Angaben (wahrscheinlich in anderen Ausgaben) gab es auch Karten von
- Spanien und Portugal (28 Karten; Hispania et Portugallia)
- Afrika (13 Karten; Africa)
- Österreich (20 Karten) (Austria)

Karten von Australien sind nicht enthalten, da es zu jener Zeit noch nicht kartografiert war.

## Einzelkarten zum deutschsprachigen Raum
Zu den Karten aus Europa zählen viele aus dem deutschsprachigen Raum (die hier verlinkten Karten stammen aus dem vierbändigen Atlas von 1645):
| Titel | Regionen                                                          | Karte |
| --- | ----------------------------------------------------------------- | ----- |
| Nova totius Germaniæ descriptio                                                                             | Germanien                                                         |       |
| Austria Archiducatus                                                                                        | Erzherzogtum Österreich                                           |       |
| Stiria, Steyrmarck                                                                                          | Steiermark                                                        |       |
| Bohemia | Böhmen                                                            |       |
| Moravia Marchionatus                                                                                        | Mähren                                                            |       |
| Silesia Ducatus                                                                                             | Herzogtum Schlesien                                               |       |
| Silesia Inferior                                                                                            | Niederschlesien                                                   |       |
| Ducatus Silesiæ Glogani                                                                                     | Herzogtum Glogau                                                  |       |
| Comitatus Glatz                                                                                             | Grafschaft Glatz                                                  |       |
| Saxonia Superior, cum Lusatia et Meißen                                                                     | Obersachsen mit Lausitz und Meißen                                |       |
| Lusatia Superior                                                                                            | Oberlausitz                                                       |       |
| Brandeburgum Marchionatus, cum Ducatibus Pomeraniæ et Mekelenburgi                                          | Mark Brandenburg mit Herzogtümern Pommern und Mecklenburg         |       |
| Pomeraniæ Ducatus tabula                                                                                    | Herzogtum Pommern                                                 |       |
| Rugia Insula ac Ducatus                                                                                     | Insel und Fürstentum Rügen                                        |       |
| Meklenburg Ducatus                                                                                          | Herzogtum Mecklenburg                                             |       |
| Ducatus Holsatiæ nova tabula                                                                                | Herzogtum Holstein                                                |       |
| Celeberrimi Fluvii Albis nova delineatio                                                                    | Elbe                                                              |       |
| Ducatus Luneburgensis adiacentiumque regionum delineatio                                                    | Fürstentum Lüneburg                                               |       |
| Archiepiscopatus Maghdeburgensis, et Anhaltinus Ducatus cum terris adjacentibus                             | Erzstift Magdeburg und Herzogtum Anhalt mit angrenzenden Gebieten |       |
| Ducatus Brunsuicensis fereque Lunæburgensis cum adjacentibus episcopatibus comit domin etc.                 | Herzogtum Braunschweig                                            |       |
| Episcopatus Hildesiensis descriptio novissima                                                               | Hochstift Hildesheim                                              |       |
| Circulus Westphalicus, sive Germaniæ Inferioris                                                             | Westfälischer Kreis                                               |       |
| Oldenburg Comitatus                                                                                         | Grafschaft Oldenburg                                              |       |
| Typus Frisiæ orientalis                                                                                     | Ostfriesland                                                      |       |
| Osnaburgensis Episcopatus                                                                                   | Hochstift Osnabrück                                               |       |
| Monasteriensis Episcopatus                                                                                  | Hochstift Münster                                                 |       |
| Comitatus Bentheim, et Steinfurt                                                                            | Grafschaft Bentheim und Steinfurt                                 |       |
| Westphalia Ducatus                                                                                          | Herzogtum Westfalen                                               |       |
| Paderbornensis Episcopatus descriptio nova                                                                  | Hochstift Paderborn                                               |       |
| Comitatus Marchia et Ravensberg                                                                             | Grafschaften Mark und Ravensberg                                  |       |
| Clivia Ducatus et Ravenstein Dominium                                                                       | Herzogtum Kleve und Herrschaft Ravenstein                         |       |
| Iuliacensis et Montensis Ducatus                                                                            | Herzogtum Jülich und Herzogtum Berg                               |       |
| Archiepiscopatus Trevirensis                                                                                | Kurfürstentum und Erzstift Trier                                  |       |
| Coloniensis Archiepiscopatus                                                                                | Erzstift und Kurfürstentum Köln                                   |       |
| Waldeck Comitatus                                                                                           | Grafschaft Waldeck                                                |       |
| Territorium Abbatæ Heresfeldensis                                                                           | Abtei Hersfeld                                                    |       |
| Mansfeldia Comitatus                                                                                        | Grafschaft Mansfeld                                               |       |
| Thuringia Landgraviatus                                                                                     | Landgrafschaft Thüringen                                          |       |
| Franconia vulgo Franckenlandt                                                                               | Franken                                                           |       |
| Nassovia Comitatus                                                                                          | Grafschaften Nassau                                               |       |
| Palatinatus ad Rhenum                                                                                       | Pfalzgrafschaft bei Rhein                                         |       |
| Erpach Comitatus                                                                                            | Grafschaft Erbach                                                 |       |
| Territorium Norimbergense                                                                                   | Nürnberg                                                          |       |
| Palatinatus Bavariæ                                                                                         | Bayerische Pfalz                                                  |       |
| Bavaria Ducatus                                                                                             | Herzogtum Bayern                                                  |       |
| Saltzburg Archiepiscopatus et Carinthia Ducatus                                                             | Fürsterzbistum Salzburg und Herzogtum Kärnten                     |       |
| Sueviæ nova tabula                                                                                          | Schwaben                                                          |       |
| Alemannia sive Suevia Superior                                                                              | Oberschwaben                                                      |       |
| Wirtenberg Ducatus                                                                                          | Herzogtum Württemberg                                             |       |
| Alsatia Landgraviatus, cum Suntgoia et Brisgoia                                                             | Landgrafschaft Elsaß mit Sundgau und Breisgau                     |       |
| Helvetia, cum finitimis regionibus confœderatis                                                             | Schweiz                                                           |       |
| Zurichgow et Basiliensis Provincia                                                                          | Zürichgau und Fürstbistum Basel                                   |       |
| Argow cum parte merid. Zurichgow                                                                            | Aargau mit Teilen des Zürichgaus                                  |       |
| Das Wiflispurgergow                                                                                         | Wiflisburgergau                                                   |       |
| Alpinæ seu fœderatæ Rhaetiae subditarumque ei terrarum nova descriptio                                      | Rätien                                                            |       |
| Rhenus fluviorum Europæ celeberrimus, cum Mosa, Mosella, et reliquis, in illum se exonerantibus, fluminibus | Rhein mit Maas, Mosel und Nebenflüssen                            |       |
| Germaniae veteris, typus                                                                                    | Karte Deutschlands zur Römerzeit mit angrenzenden Gebieten        |       |

## Kanon der Niederlande
Der Atlas Major wurde in den Kanon der Niederlande der Kommission Van Oostrom aufgenommen. Dieser historische Kanon enthält 50 Themen, die an jeder niederländischen Schule im Geschichtsunterricht behandelt werden müssen.

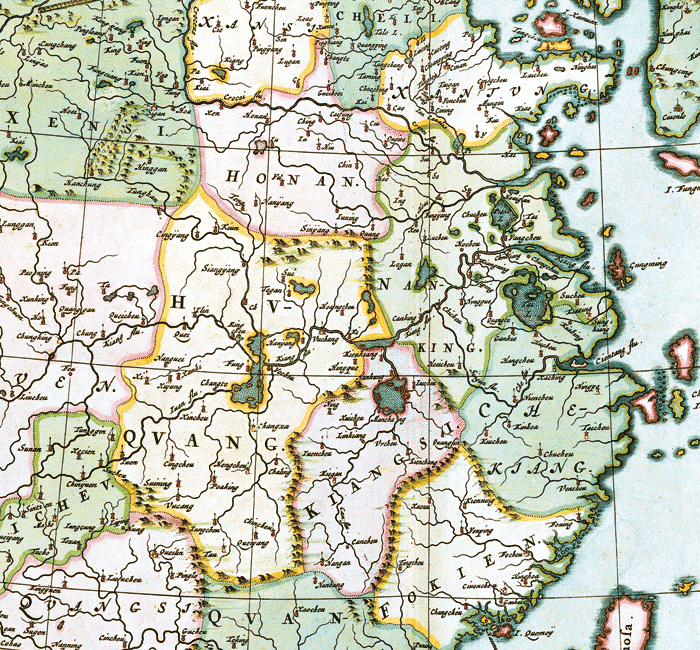
Südchina mit dem Jangtse (Atlas Maior)
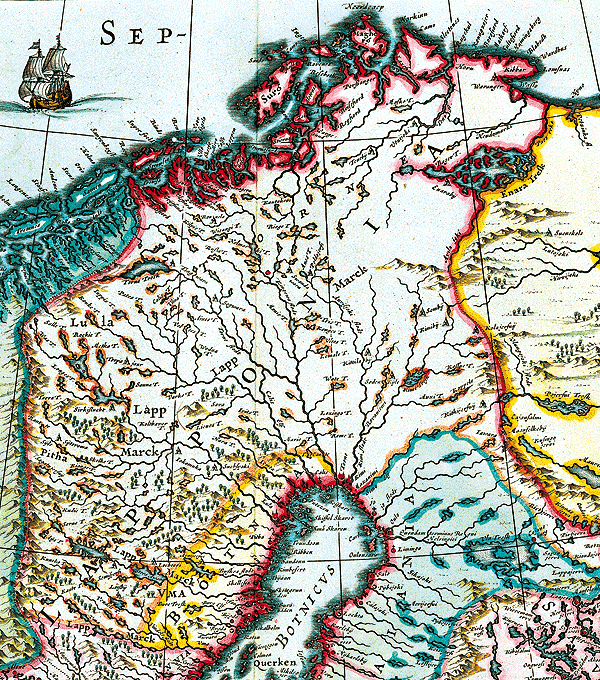
Lappland, Nordkap, Hammerfest (Atlas Maior)
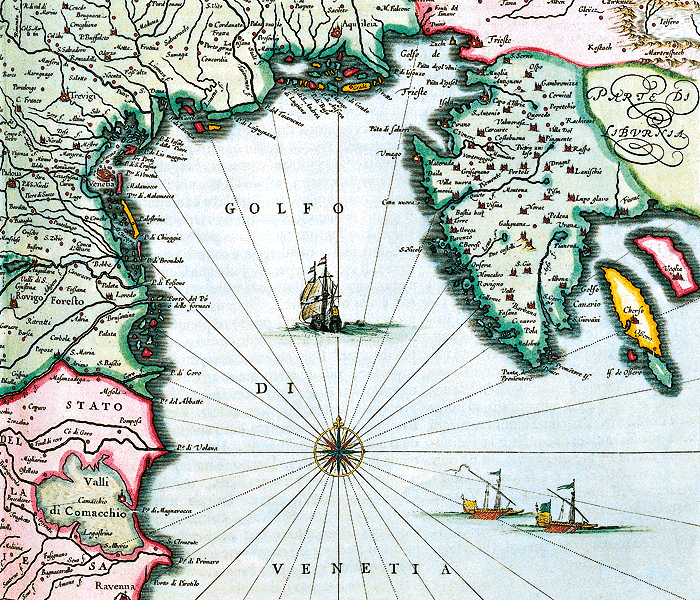
Venedig (Atlas Maior)
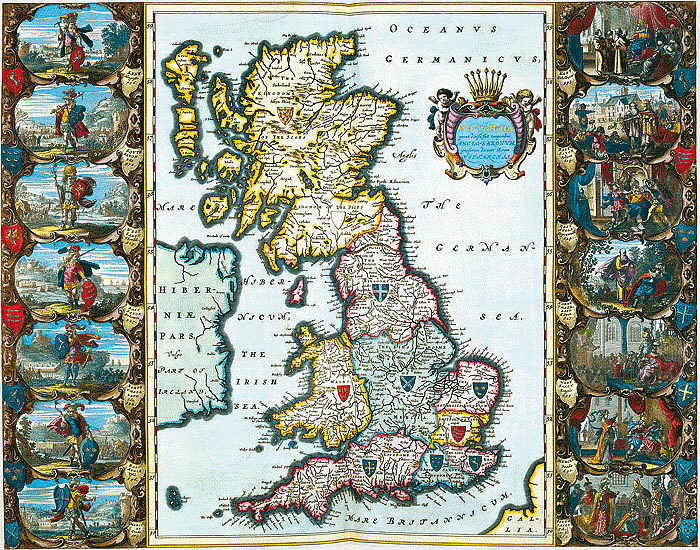
Vereinigtes Königreich (Atlas Maior)
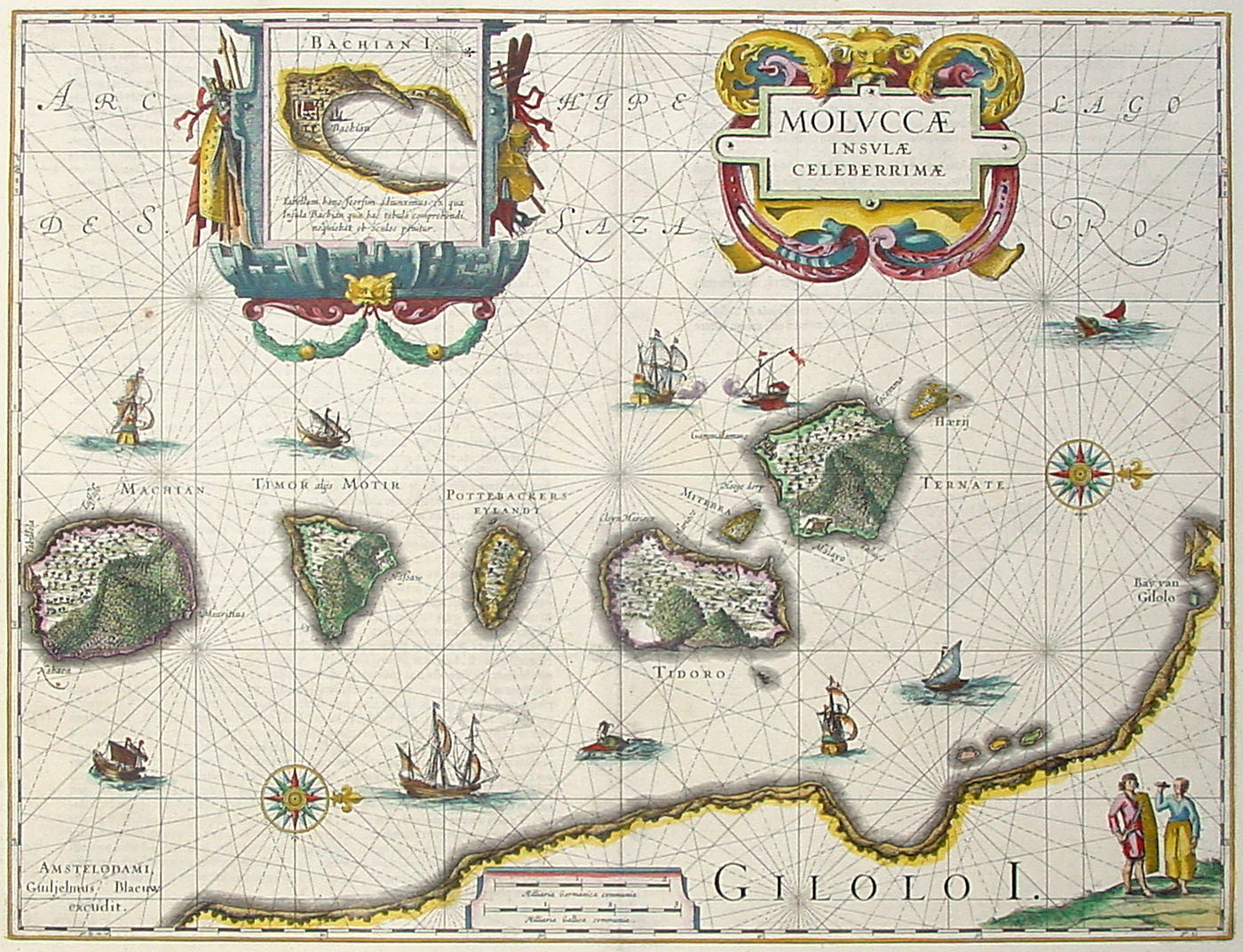
Die Molukken (Atlas Maior)